# Fiction (magazine)
Pour les articles homonymes, voir Fiction (homonymie).

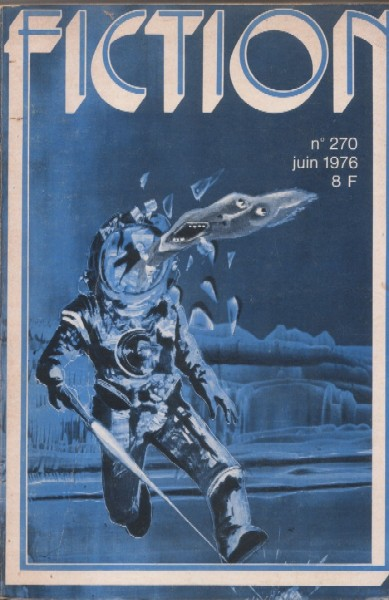
Couverture du no 270 (juin 1976) illustrée par Philippe Legendre-Kvater.

Fiction est une revue française de littératures de l'imaginaire publiée pour la première fois en octobre 1953. Éditée par les éditions OPTA, c'est la revue française qui a connu la plus grande longévité dans le domaine puisqu'elle a compté 412 numéros avant de s'éteindre en 1990. Elle a été relancée sous forme semestrielle en 2005 par la maison d'édition Les Moutons électriques qui annonce l'arrêt de sa publication après le tome 20 d'avril 2015. Une troisième série réanime le titre en mars 2021 sous la forme d'un « prozine » indépendant à parution trisannuelle.

## Histoire

### Le premierFiction(1953-1990)
La revue a été créée à l'origine avec un sous-titre : « La revue littéraire de tous ceux qui s'intéressent à la fiction romanesque dans le domaine de l'étrange, du fantastique, du surnaturel, et de l'anticipation scientifique ». Elle est contemporaine d'une autre revue, Galaxie.
Pendant très longtemps, elle est liée à The Magazine of Fantasy & Science Fiction et les nouvelles américaines publiées proviennent toutes de cette revue.
Alain Dorémieux y débute comme auteur dès 1954 et devient secrétaire de rédaction en novembre 1957 puis rédacteur en chef en décembre 1958. Sous son influence, la revue se distingue alors de sa sœur anglo-saxonne par la mise en place d'une importante rubrique critique qui commente toute l'actualité du domaine couvert, en littérature, bande dessinée, cinéma, arts, etc.. Roland Stragliati (1909-1999) et Jacques Goimard y contribuent régulièrement à partir de 1962.
Le magazine publie dès ses débuts des nouvelles d'auteurs confirmés comme Jean Ray, et débutants comme Gérard Klein, Philippe Curval, Jean-Pierre Andrevon et Michel Mardore, par exemple.
En mai 1959, il publie un numéro spécial entièrement consacré aux auteurs francophones, la première anthologie de science-fiction française.
À partir de 1969, des nouvelles provenant d'autres magazines anglo-saxons que Fantasy & Science Fiction font leur apparition au sommaire.
En 1974, le rédacteur en chef Alain Dorémieux fait scandale en publiant un encadré dans lequel il conseille aux auteurs français amateurs de ne plus lui envoyer de manuscrits, car il en est submergé, et de se consacrer à la culture de la pomme de terre. Cet éclat provoque l'indignation et précipite la chute de Dorémieux.
Après une période de flottement durant laquelle des écrivains tels que Joël Houssin et Patrice Duvic tentent de la diriger, c'est Daniel Riche qui prend en charge la destinée de ce pilier de la science-fiction en France, dont la parution devient irrégulière jusqu'en 1980, année du retour d'Alain Dorémieux. Lors de cette nouvelle et fructueuse direction, il publie une nouvelle génération d'auteurs français puis quitte définitivement le magazine en octobre 1984, souhaitant à cette institution de se perpétuer longtemps après son départ.
Une nouvelle formule démarre alors, accordant une part plus restreinte aux critiques du monde de la science-fiction qui avaient fait son originalité. Les dernières années, le magazine sans direction s'éteint peu à peu, coordonné par un trio constitué de Daniel Walther à l'éditorial, du traducteur Daniel Lemoine aux choix de nouvelles et de la secrétaire d'édition Juliette Weigand à toutes les autres tâches. La revue meurt en 1990, dans la discrétion, avec son no 412, non distribué (sauf aux abonnés).

### Le semestriel (2005-2015)
À l'automne 2005, la maison d'édition Les Moutons électriques relance le magazine sous la forme d'une anthologie semestrielle, sous la direction d'une rédaction constituée de Étienne Barillier, Christophe Duchet, Xavier Mauméjean, Laurent Queyssi, Jean-Jacques Régnier, André-François Ruaud et Jean-Marc Tomi. Cette nouvelle version est toujours l'édition française de The Magazine of Fantasy & Science Fiction et y ajoute comme auparavant des nouvelles francophones et d'ailleurs (Canada, Espagne, Inde, Japon, Serbie, etc), ainsi que des essais et entretiens. À la suite d'un premier remaniement en 2008, puis d'un second en 2013, la rédaction comprend Marie-Pierre Najman, Xavier Dollo, Christophe Duchet, Sylvie Denis, Sara Doke, Coralie David, Alex Nikolavitch, Nicolas Nova, Julie Proust-Tanguy, Jean-Jacques Régnier et André-François Ruaud. Le rédacteur en chef en est Julien Bétan.
Le semestriel a obtenu en 2006 un prix spécial du Grand Prix de l'Imaginaire.

### Fiction, l'imaginaire radical(2021)
En mars 2021, avec l'accord et l'assistance des maisons d'éditions Les Moutons électriques et Moltinus, une troisième série de Fiction, sous-titrée « l'imaginaire radical », est relancée sous la forme d'un « prozine » trisannuel. Héritier des magazines précédents, cette troisième mouture se consacre à la nouvelle, essentiellement francophone et inédite, et aux articles littéraires. Sous la direction de Christine Luce et le design de Jef Benech', le premier numéro est porté par Michel Pagel, Vincent Mondiot, Christian Vilà, Jacques Baudou, André-François Ruaud, Élodie Denis, Thomas Geha, Yves Frémion, Willozz et Francis Saint-Martin.